# August Breininger
August Breininger (* 14. September 1944 in Baden) ist ein ehemaliger österreichischer Politiker (ÖVP) sowie Buch- und Papierhandelskaufmann. Breininger war von 1988 bis 2007 Bürgermeister in Baden (Niederösterreich) und vertrat die ÖVP von 1983 bis 2001 im Landtag von Niederösterreich.

## Ausbildung und Beruf
Breininger besuchte von 1950 bis 1962 die Volksschule und das Gymnasium in Baden und schloss seine Schulbildung 1962 mit der Matura am humanistischen Gymnasium Baden (Biondekgasse) ab. Danach leistete er zwischen 1962 und 1963 seinen Präsenzdienst, absolvierte die Reserveoffiziersausbildung und rüstete danach als Leutnant der Reserve ab. In der Folge begann Breininger 1963 eine Buch- und Papierhändlerlehre, die er 1965 erfolgreich abschloss. Zudem studierte er von 1965 bis 1968 an der Philosophischen bzw. Juristischen Fakultät der Universität Wien Rechtswissenschaft und Theaterwissenschaft. Beruflich war Breininger ab 1968 als selbständiger Kaufmann sowie Inhaber der Buch- und Papierhandlung Mohr-Breininger Ges.m.b.H. tätig. Ihm wurde 1991 der Berufstitel Kommerzialrat verliehen, zudem erhielt er 1992 über Antrag des Unterrichtsministeriums für seine Verdienste als Kulturrezensent, Literaturförderer und Kulturpolitiker den Berufstitel Professor.
2005 nahm Breininger sein Studium der Philosophie an der Universität Wien wieder auf und übernahm 2006 die Funktion des Vorsitzenden des Aufsichtsrates der Volksbank Baden. Er legte 2008 die Bühnenreifeprüfung für Schauspiel ab und schloss sein Studium der Philosophie 2009 mit der Sponsion zum „Mag. phil.“ ab.

## Politik und Funktionen
Breininger wurde 1970 in den Gemeinderat der Stadt Baden gewählt und rückte 1985 zum 1. Vizebürgermeister auf. 1988 wurde er zum Bürgermeister gewählt und folgte damit Viktor Wallner nach. Ab dem 1. Dezember 1983 vertrat er die ÖVP zudem im Niederösterreichischen Landtag und hatte die Funktion des Kultur- und Tourismussprechers im ÖVP-Landtagsklub inne. Er war des Weiteren langjähriger Obmann des Kulturausschusses und schied nach seinem Mandatsverzicht am 31. August 2001 aus dem Landtag aus. Sein Amt als Bürgermeister von Baden legte er hingegen erst am 17. Juni 2007 nieder.
Breininger hatte von 1975 bis 1989 auch das Amt des Bezirksstellen-Obmanns der Handelskammer Niederösterreich-Baden inne und stand zwischen 1975 und 1995 dem Bundesgremium des österreichischen Papierhandels als Vorsteher vor. Zudem war er Gremialvorsteher-Stellvertreter im Buchhandel des Landesgremiums Niederösterreich. 1988 übernahm Breininger auch das Amt des Präsidenten der Gesellschaft der Freunde Badens und 1989 die Funktion des Präsidenten des österreichischen Heilbäder- und Kurorteverbandes.
Zu seinen weiteren Funktionen gehörte zwischen 1995 und 2000 das Amt des Präsidenten der „Niederösterreichischen Gesellschaft für Kunst und Kultur – NÖ-Art“ und die Funktion des Vorsitzenden des Niederösterreichischen Musikschulwerks. Er war zudem von 1990 bis 2007 Obmann und Gründer des Tourismusverbandes Thermenregion und stand zwischen 1990 und 1995 der Fachvertretung der privaten Krankenanstalten und der Kurbetriebe in der Wirtschaftskammer NÖ als Vorsitzender vor.

## Privates
Breininger ist seit 1968 verheiratet und Vater von drei Kindern (* 1969, * 1971 und * 1979).

## Auszeichnungen
- Großes Silbernes Ehrenzeichen für Verdienste um die Republik Österreich (1998)[1]
- Goldenes Komturkreuz des Ehrenzeichens für Verdienste um das Bundesland Niederösterreich (2003)
- Goldenen Ehrenring der Stadt Baden (2004)
- Goldener Ehrenring des NÖ Landtagsklubs der Österreichischen Volkspartei  (2004)
- Niederösterreichischer Tourismus-Preis (2004)
- „Goldener Raimund-Hobel“ der Raimundspiele Gutenstein (2006)
- Ehrenbürger der Stadt Baden (2007)
- Ehrenpräsident der Gesellschaft der Freunde Badens (2007)
- Ehrenring der Pfarre St. Christoph (2007)
- Kulturpreis der Stadt Baden (Rollett-Bildungspreis, 2008)
- Ehrenplakette in Gold von der Exekutive NÖ für Leistungen in Baden als "Sicherste Stadt" (2008)
- Ehrenpräsident des Österreichischen Heilbäder- und Kurorteverbandes (2008)
- Dankesband der KÖSTV Badenia im MKV (2008)
- Komtur des Päpstlichen Ritterordens des heiligen Gregors des Großen[2] (2008)

## Werke
- August Breininger. Kommunalpolitische Praxis und Konstruktiver Realismus: eine Reflexion von Fallbeispielen einer Stadt in Kategorien der Wissenschaftstheorie. 2009
- August Breininger. Kommunalpolitische Praxis und CR. Anwendungen einer Wissenschaftstheorie auf kommunalpolitische Praxiserfahrungen in Österreich. 2010. Enthalten in: Aus dem Umfeld des Konstruktiven Realismus; Kurt Greiner ... (Hrsg.), Frankfurt am Main; Wien [u. a.], 2010, S. 204ff
- August Breininger. Kultur in Baden unter der Ära Viktor Wallner. 1982. Enthalten in: Humanes und Urbanes; hrsg. von Freunden, Mitbürgern und Schülern, St. Pölten, 1982, S. 298-